# NGC 3243
NGC 3243 é uma galáxia lenticular (S0) localizada na direcção da constelação de Sextans. Possui uma declinação de -02° 37' 20" e uma ascensão recta de 10 horas, 26 minutos e 21,3 segundos.
A galáxia NGC 3243 foi descoberta em 2 de Abril de 1886 por Lewis A. Swift.